# Profil Firmy w Google
Profil Firmy w Google, dawniej Google Moja Firma (ang. Google Business Profile, dawniej Google My Business) – darmowa usługa, platforma firmy Google, która służy do zarządzania wizytówkami przedsiębiorstw. Wizytówki pokazują się w wynikach wyszukiwania Google, w zakładce Mapy, w przeglądarce internetowej oraz w aplikacji Google Maps. W 2022 roku firma Google zmieniła nazwę usługi z Google Moja Firma (Google My Business) na Profil Firmy w Google (Google Business Profile).
Wizytówkę Google można wykorzystać do zainteresowania potencjalnych klientów swoimi produktami lub usługami. Podstawowymi zaletami tego narzędzia są:
- możliwość przedstawienia oferty i produktów w sposób przyjemny wizualnie,
- spontaniczny kontakt z klientem,
- gromadzenie opinii (przede wszystkim tych pozytywnych) widocznych dla innych użytkowników.

## Informacje o firmie w Google
Panel profilu firmy Google do zarządzania wizytówką firmy w Google, daje takie możliwości jak dodanie:
- nazwy firmy,
- kategorii firmy,
- daty otwarcia,
- numeru telefonu,
- adresu strony www,
- opisu firmy,
- lokalizacji firmy,
- obszarów działania,
- godzin otwarcia,
- logo,
- zdjęcia głównego,,
- zdjęć fotograficznych,
- karuzeli z produktami,
- wpisów,
- menu,
- oferowanych usług,
- atrybutów.
- i wiele innych możliwości, których pojawienie się jest często uzależnione od wybranej kategorii głównej wizytówki.

## Tworzenie profilu firmy w Google Moja Firma
Profil firmy w Google jest darmowy, a wizytówkę Google w Panelu Google Moja Firma może stworzyć każdy właściciel firmy, pracownik czy osoba postronna. Wizytówki mogą posiadać też miejsca, które nie są firmami jak atrakcja turystyczna np. fontanna.
Przed rozpoczęciem dodawania firmy do Google należy przygotować:
- Koniecznie:
  - nazwę firmy,
  - kategorię główną firmy,
  - adres firmy,
  - numer telefonu.

- Opcjonalnie:
  - adres strony www,
  - obszar działalności,
  - opis firmy,
  - zdjęcia.

## Sposoby weryfikacji własności
Po dodaniu wizytówki w panelu Google (Dawniej Google Moja Firma) należy zweryfikować jej własność przy pomocy specjalnego kodu weryfikacyjnego. Kod weryfikacyjny można uzyskać od Google na kilka sposobów:
- weryfikacja wizytówki firmy drogą pocztową,
- weryfikacja wizytówki firmy przez telefon (dostępna dla wybranych firm),
- weryfikacja wizytówki firmy przez e-mail (dostępna dla wybranych firm),
- weryfikacja natychmiastowa wizytówki firmy (dostępna dla wybranych firm),
- weryfikacja zbiorcza (dostępna dla firm z ponad 10 lokalizacjami).

## Ustalanie pozycji w lokalnych wynikach wyszukiwania
Samo dodanie firmy do Google nie daje pewności, że będzie ona widoczna dla użytkowników. Aby natomiast tak się stało, należy spełnić kilka czynników:
- Trafność – trafność określa, jak dokładnie wizytówka lokalnej firmy pasuje do wyszukiwanego hasła. Podanie kompletnych i szczegółowych informacji o firmie pozwoli Google lepiej określić rodzaj jej działalności i dopasować te dane do odpowiednich wyszukiwań klientów.

- Odległość – odległość określa, jak daleko od lokalizacji występującej w wyszukiwaniu znajdują się firmy. Jeśli klient nie określi lokalizacji w wyszukiwanym haśle, Google obliczy odległość na podstawie dostępnych danych o lokalizacji tego użytkownika.
- Rozpoznawalność – rozpoznawalność określa, jak znana jest dana firma. Rozpoznawalność opiera się też na informacjach o firmie zbieranych przez Google z różnych miejsc w internecie (np. z linków, artykułów czy katalogów).

## Opinie w profilu Google Moja Firma
Profil Google Moja Firma posiada bardzo istotną funkcję jaką jest 'dodawanie opinii'.
Opiniami są krótkie recenzje użytkowników lub klientów firmy, które posiadają dodatkowo możliwość oceny przez wybór ilości gwiazdek (od 1 do 5 gwiazdek).
Opinie wyświetlają się obok profilu firmy w wyszukiwarce i Mapach Google. Dla każdej opinii właściciel ma możliwość odpowiedzi na daną opinię. Wiele osób przed zakupem czy wyborem danej usługi kieruje się ilością gwiazdek i opiniami. Najbardziej jest to widoczne w gastronomii przy wyborze (restauracji, kawiarni, cukierni itp.)
Dodatkowo opinie dostarczają przydatnych informacji i pomagają firmie wyróżnić się na tle konkurencji. W obecnych czasach opinie mają duży wpływ na wizerunek firmy w Internecie.